# Rubus tardatus
Rubus tardatus är en rosväxtart som beskrevs av Blanchard. Rubus tardatus ingår i släktet rubusar, och familjen rosväxter. Inga underarter finns listade i Catalogue of Life.